# TT138
La tombe thébaine TT 138 est située à Cheikh Abd el-Gournah, dans la nécropole thébaine, sur la rive ouest du Nil, face à Louxor en Égypte.
C'est la sépulture de Nedjemger (Nḏm-gr), surveillant du jardin du domaine d'Amon dans le Ramesséum, durant le règne de Ramsès II (XIXe dynastie). L'épouse de Nedjemger, Nausha, est une chanteuse d'Amon-Rê.

## Description
La tombe est composée d'un hall et d'une chambre intérieure.
- Décor du hall :
  - le Livre des Portes ;
  - une procession funéraire ;
  - le jardin du Ramesséum avec un chadouf et le pylône ;
  - Nedjemger et sa famille offrant au roi et à Horus ;
  - la « déesse-arbre » avec Nedjemger et sa femme ;
  - Nedjemger et sa famille devant Osiris ; un fils nommé Tjaouenhouy apparaît dans la scène avec ses parents.
- Décor de la chambre :
  - textes inscrits sur les montants
  - Nedjemger et sa famille comparaissent devant Osiris, Isis, Nephtys et Anubis ; Nedjemger et Nausha sont accompagnés de leur fille Baketmout et leur fils Hori, qui est dessinateur dans le domaine d'Amon.
  - Nedjemger et sa femme dans une scène de pesage de l'âme avec Thot écrivant, et Nedjemger conduit devant Osiris par Harsiesi, un grand prêtre d'Amon.